# Samuel Maquieira
Samuel Maquieira Ossa (Santiago), es un músico chileno, también conocido como "Sam", ha sido guitarrista de bandas como The Versions, Yajaira, The Ganjas, Jusolis y Wild Parade.

## Vida
Es hijo del poeta Diego Maquieira Astaburuaga y la pintora Patricia Ossa Brahm. Y además es nieto de la socialité chilena Julita Astaburuaga.